# Њавка
Њавка (рус. Нявка) мања је река која протиче преко територије Мончегорског округа у централном делу Мурманске области, на крајњем северозападу Русије. Преко реке Пиренге повезана је са басеном реке Ниве, односно са басеном Белог мора.
Свој ток започиње у северном делу Њавка тундре где тиче из маленог ледничког језера Њавкозеро. Тече у смеру југа дужином од око 40 km. Површина сливног подручја реке Њавке је 418 km². Протиче кроз ниско и делом замочварено подручје обрасло мешовитим четинарско-лишћарским шумама. Представља границу између Зајачја тундре на западу и Њавка тундре на истоку.